# Мистецька спільнота на Нагірній 22
Мистецька спільнота на Нагірній 22 - об'єднання художників, яке існує з 2019 року і стало одним з найбільших та найвпливовіших угрупувань митців у 2020-х роках в Києві (відоме також як художні майстерні Київського інституту автоматики). Передумовою для створення спільноти стала передача в аренду художникам для творчих майстерень приміщень непрацюючого офісного корпусу Київського інституту автоматики за адресою Київ, Нагірна 22. 
Першою подією, організованою спільнотою, стало проведення "Дня відкритих майстерень" 19 жовтня 2019 року і аукціону з продажу робіт. 
З 6 грудня по 8 грудня 2019 року було презентовано перший колективний проект спільноти "Теорія Хаосу". Учасники проекту: Максим Мазур, Сергiй Кондратюк, Alis La Luna, Захар Шевчук, Олена Штепура, Нікіта Власов, Кристина Захарчук, Анна Луговська, Юлія Бойчук, Олександр Богомаз, Руслан Іващенко, Ігор Селеменєв, Андрій Підлісний, Ольга Московченко, Антон Саєнко . Концепція змодельованого хаосу — Нікіта Власов.
З 16 по 18 січня 2020 року проводилася виставка графіки та скульптури "Психопомпи&гіроскопи". Учасники: Ігор Селеменєв, Андрій Підлісний, Олександр Богомаз.
З 2 квітня 2020 по 16 квітня 2020 тривала виставка "Peøple and robôts". Учасник: Нікіта Власов.
З 24 по 26 вересня 2020 було відкрито проєкт “Zoom”. Учасники: Максим Мазур, Андрій Підлісний.
29 жовтня 2020 року відбулося подія під назвою "Відкриття Музею сучасного мистецтва України в інституті автоматики", яка викликала дебати в пресі і спільноті. 
МИстецька спільнота працює одночасно в декількох форматах: короткочасні персональні та групові виставки, "Дні відкритих майстерень", організація групових виставок на інших виставкових площадках. У 2020 започатковано групу "Instytut Avtomatyky" та у 2022 році зареєстровано Громадську організацію "Нагірна". Спільнота співппрацює з міжнародними організаціями та українськими галереями. 

## День відкритих майстерень
Мистецька спільнота на Нагірній 22 є організатором циклу подій "День відкритих майстерень", який набув сталої популярності в арт-середовищі. Починаючи з 2019 року «День відкритих майстерень» відбувався щомісяця, кожної третьої суботи. Останньою довоєнною подією став "День відкритих майстерень" 29 січня 2022 року. Унаслідок повномасштабної збройної агресії Російської Федерації проти України, яка розпочалася 24 лютого 2022 року, періодичність проведення була порушена: дати стали варіативними. "День відкритих майстерень" включає в себе можливість відвідати майстерні художників та поспілуватися з авторами, придбати роботи, а також протягом дня відбуваються окремі виставкові проекти.

## Група «Instytut Avtomatyky»
«Instytut Avtomatyky» — це ініціативна група та простір, керований художниками, що функціонує як експериментальна творча лабораторія. Уникаючи міметичних засобів вираження в полі сучасного мистецтва, вона зосереджується на поняттях досвіду, використанні нетрадиційних матеріалів, взаємодії з простором і знайденими об’єктами (readymade). 
«Instytut Avtomatyky» був заснований 20 липня 2020 року художниками Максимом Мазуром і Андрієм Підлісним з метою сприяння розвитку локальної творчої спільноти, що спонтанно сформувалася в будівлі Київського інституту автоматики на вулиці Нагірній, 22.
Серед пріоритетів групи — створення мистецьких подій, виставкових проєктів і формування міжнародної співпраці між художниками на основі спільних художніх цінностей.
«Instytut Avtomatyky» діє поза межами одного фіксованого виставкового простору та застосовує метод колективної кураторської роботи за участі учасників кожного проєкту.
Основні проєкти групи "Instytut Avtomatyky":
2023 – «Необ'єктивні свідчення», Виставка сателіт 7-ї Міжнародної Бієнале необ'єктивного мистецтва. Київ. Учасники: Андрій Підлісний, Максим Мазур.
2023 – Виставка сателіт 7-ї Міжнародної Бієнале необ'єктивного мистецтва, спільно з KNO, Київ. Учасники: Андрій Підлісний, Максим Мазур, Тіберій Сільваші, Мирослав Вайда, Марта Ващук, Бадрі Губіанурі, Олена Домбровська, Сергій Момот, Костянтин Рудешко.
2023 – «3.3», M17 Центр сучасного мистецтва, в межах проєкту «Схема збірки», Київ. Учасники: Андрій Підлісний, Максим Мазур, Антон Саєнко, Віталій Кохан, Анна Мірбах, Наталія Лісова.
2023 – «Необ'єктивні свідчення», Галерея Detenpyla, Львів. В межах проєкту Weaving. Учасники: Андрій Підлісний, Максим Мазур, Юрій Болса, Леон Зейгель, Нік Крок і Ян Ролінсон
У 2024 році сприяли організації німецько- української резиденції «MIRROR HAND» в Київському інституті автоматики. Куратор - Пауль Мацеєвський.
2024 – «Місце на Землі», Галерея Дзиґа, Львів. Учасники: Максим Мазур, Андрій Підлісний.
Учасники Міжнародного арт-ярмароку для просторів і колективів керованих художниками TRYST 2024, TAM Torrence art museum, Лос Анджелес, США.
2025  – Учасники міжнародного проєкту для незалежних арт просторів «ARTISTS' COLLECTIVES: inceptions, realities, perspectives» («Колективи художників: зачатки, реалії, перспективи»), WL-4, Гданська, Польща.
2025 – «Footnote», Mlyn design hub, Київ. Учасники: Максим Мазур, Андрій Підлісний за участі Єви Найдлінгер.

## Громадська організація "Нагірна"
Громадська організація "Нагірна 22" (офіційна назва ГО "Нагірна") - організація, сформована на території Кивського інституту автоматики. ГО «Нагірна» зареєстрована 14 листопада 2022 року. Уповноваженою особою є Власов М.О.
Метою ГО є об’єднання громадян на добровільних засадах з метою захисту соціальних, економічних та культурних прав і інтересів своїх членів, а також провадження культурної, освітньої та просвітницької діяльності задля сприяння становленню демократичного громадянського суспільства в Україні.
Основними напрямками діяльності організації визначено: об’єднання представників креативних індустрій; організацію виставкових, фестивальних, ярмаркових та інших культурних подій; розвиток міжрегіонального діалогу; популяризацію українського мистецтва та культури; просвітницькі ініціативи; розробку освітніх програм; співпрацю з міжнародними партнерами та здійснення іншої законної діяльності, спрямованої на реалізацію заявленої місії.

## Реалізовані проекти:
2024 "Порожній сад". Учасники/ці: Світлана Аграновська, Марія Матієнко, Марія Дробот, Галина Андрусенко, Сана Шахмурадова-Танська, Ліза Жданова, Наталія Лісова, Ольга Заремба, Поліна Щербина, Дарина Олінкевич, Molly Route.
2024 «Київ. Погляди». Учасники/ці: Марта Ниркова, Сабіна Магнітафон, Владислав Рябоштан, Наталя Курносова, Руслан Іващенко, Molly Route, Олександр Мелешко, Роман Педан, Марина Лакінська, Віра Немодна, Нікіта Власов, Радислав Дзюба, Наталія Колесник.
2024 «Відкрита книга». Учасники/ці: Олександр Богомаз, Наталія Лісова, Марія Дробот, Юрій Пікуль, Антон Саєнко, Molly Route, Галина Андрусенко, Світлана Аграновська, Юрій Болса, Андрій Підлісний, Марія Матієнко.
2024 «Віддзеркалений погляд». Учасники/ці: Світлана Аграновська, Марія Матієнко, Марія Дробот, Галина Андрусенко, Сана Шахмурадова-Танська, Маріанна Голембйовська, Наталія Лісова, Ольга Заремба, Каріна Синиця, Поліна Щербина, Софі Шнельбах, Дарина Олінкевич, Ольга Нун.
2023 «СХЕМА ЗБІРКИ». Кураторську концепцію проєкту розробили Світлана Аграновська, Юрій Болса, Олександр Богомаз, Нікіта Власов, Андрій Підлісний та Максим Мазур. Адміністративна підтримка: Марта Ниркова, Сабіна Магнітофон і Molly Routh. Експозиційна структура виставки в ЦСМ М17 складалася з двох основних блоків і шести тимчасових експозицій. Концептуальним підґрунтям виставки стала ідея «Vanitas» – жанрова категорія, що походить із барокової традиції натюрморту і символізує марність матеріальних благ перед обличчям неминучості смерті. У структурі виставки «СХЕМА ЗБІРКИ», презентованої в Центрі сучасного мистецтва М17 поряд із двома основними експозиціями було реалізовано низку змінних виставкових блоків, кожен із яких акцентував окремий аспект сучасного художнього досвіду. Проєкт «СХЕМА ЗБІРКИ» тривав протягом тримісячного періоду в Центрі сучасного мистецтва М17, в рамках якого відбувся широкий спектр супутніх заходів: перформанси, екскурсії, майстер-класи та artist talk.  